# Rosario Castellanos
Rosario Castellanos (25 de maio de 1925 - 7 de agosto de 1974) foi uma poetisa, narradora e autora mexicana. Junto com os outros membros da Geração de 1950 (os poetas que escreveram após a Segunda Guerra Mundial, influenciados por César Vallejo e outros), ela foi uma das mais importantes vozes literárias do México do século XX. Ao longo de sua vida, ela escreveu eloquentemente sobre questões de opressão cultural e de gênero, e seu trabalho influencia a teoria feminista e os estudos culturais.

## Vida
Rosario Castellanos cresceu na propriedade rural de sua família em Comitan, na região de maia do sul do México chamado Altos de Chiapas. Com sete anos de idade, seu irmão mais novo Mario morreu de apendicite, e ao 23 anos, em 1948, perdeu seus pais. Órfã e com recursos financeiros limitados, sentiu uma necessidade urgente de auto-expressão e logo se tornou a primeira escritora de Chiapas.
Mais tarde, emigrou para a Cidade do México onde se formou em filosofia pela Universidade Nacional Autônoma do México e passou a ter contato com Ernesto Cardenal, Dolores Castro, Jaime Sabines e Augusto Monterroso. Também estudou estética na Universidade de Madrid, com uma bolsa do Instituto de Cultura hispânica 1950-1951,3 Foi professora na Faculdade de Filosofia e Letras da UNAM e da Universidade de Wisconsin, Universidade do Estado do Colorado e do Universidade de Indiana. Ele escreveu há anos no jornal Excelsior, Em 1954-5 foi premiada com uma bolsa de estudos da Fundação Rockefeller no Centro Mexicano para a Escritores.
Casada com o professor de filosofia Ricardo Guerra, o nascimento de seu filho, Gabriel, foi um momento importante em sua vida, pois ela lutava com a depressão após abortos involuntários e a morte de uma filha recém-nascida. No entanto, em consequência dessa depressão e da infidelidade de seu marido, divorciou-se depois de treze anos de casamento. 
Dedicou uma parte de seu trabalho e sua energia para defender os direitos das mulheres, trabalho pelo qual ele é lembrada como um dos símbolos do feminismo latino-americano.
Foi nomeada embaixadora do México em Israel em 1971, e trabalhou como professora na Universidade Hebraica de Jerusalém, além de seu trabalho como diplomata
Castellanos morreu em 7 de agosto de 1974 em Tel Aviv aos 49 anos de idade, em razão de um acidente doméstico, em consequência de uma descarga elétrica provocada por uma lâmpada ao atender o telefone ao sair do banho.

## Obras

### Romances
- Balún Canán, México: Fondo de Cultura Económica, 1957,
- Oficio de tinieblas, México: Joaquín Mortiz, 1962,
- Rito de iniciación, México: Alfaguara, 1996,

### Contos
- Ciudad real, Xalapa: Universidad Veracruzana, 1960, OCLC 747471
- Los convidados de agosto, México: Era, 1964, OCLC 191065435
- Álbum de familia, México: Joaquín Mortiz, 1971, ISBN 9789682700880

### Poesia
- Trayectoria del polvo, México: Costa-Amic, 1948,
- Apuntes para una declaración de fe, México: Secretaría de Educación Pública, 1948,
- De la vigilia estéril, México: Ediciones de "América", 1950,
- El rescate del mundo, Tuxtla Gutiérrez, Chiapas: Gobierno del Estado de Chiapas, Departamento de Prensa y Turismo, 1952,
- Presentación al templo: poemas (Madrid, 1951), México: América revista antológica, 1952,
- Poemas (1953-1955), México: Metáfora, 1957,
- Al pie de la letra, Xalapa: Universidad Veracruzana, 1959,
- Salomé y Judith: poemas dramáticos, México: Jus, 1959,
- Lívida luz, México: Universidad Nacional Autónoma de México, 1960,
- Materia memorable, México: Universidad Nacional Autónoma de México, 1960,
- Poesía no eres tú: obra poética, 1948-1971, México: Fondo de Cultura Económica, 1972,

### Ensaio
- Sobre cultura femenina, México: América, revista antológica, 1950,
- La novela mexicana contemporánea y su valor testimonial, México: Instituto Nacional de la Juventud, 1960,
- Mujer que sabe latín..., México: Secretaría de Educación Pública, 1973,
- El mar y sus pescaditos, México: Secretaría de Educación Pública, 1975,
- Declaración de fe. Reflexiones sobre la situación de la mujer en México, México: Alfaguara, 1997, ISBN 9789681903770

### Artigos reunidos
- El uso de la palabra, México: Excélsior, 1994,
- Mujer de palabras: Artículos rescatados de Rosario Castellanos, México: Consejo Nacional para la Cultura y las Artes, 2004, 3 vols.

### Teatro
- Tablero de damas, pieza en un acto, México: América, revista antológica, 1952,
- El eterno femenino: Farsa, México: Fondo de Cultura Económica, 1975,

### Correspondência
- Cartas a Ricardo, México: Consejo Nacional para la Cultura y las Artes, 1994,